# Kràsnaia Tim
Kràsnaia Tim (en rus: Красная Тымь) és un poble de l'óblast de Sakhalín, a Rússia, el 2013 tenia 621 habitants.